# Ponte Punta Penna Pizzone (Tarent)

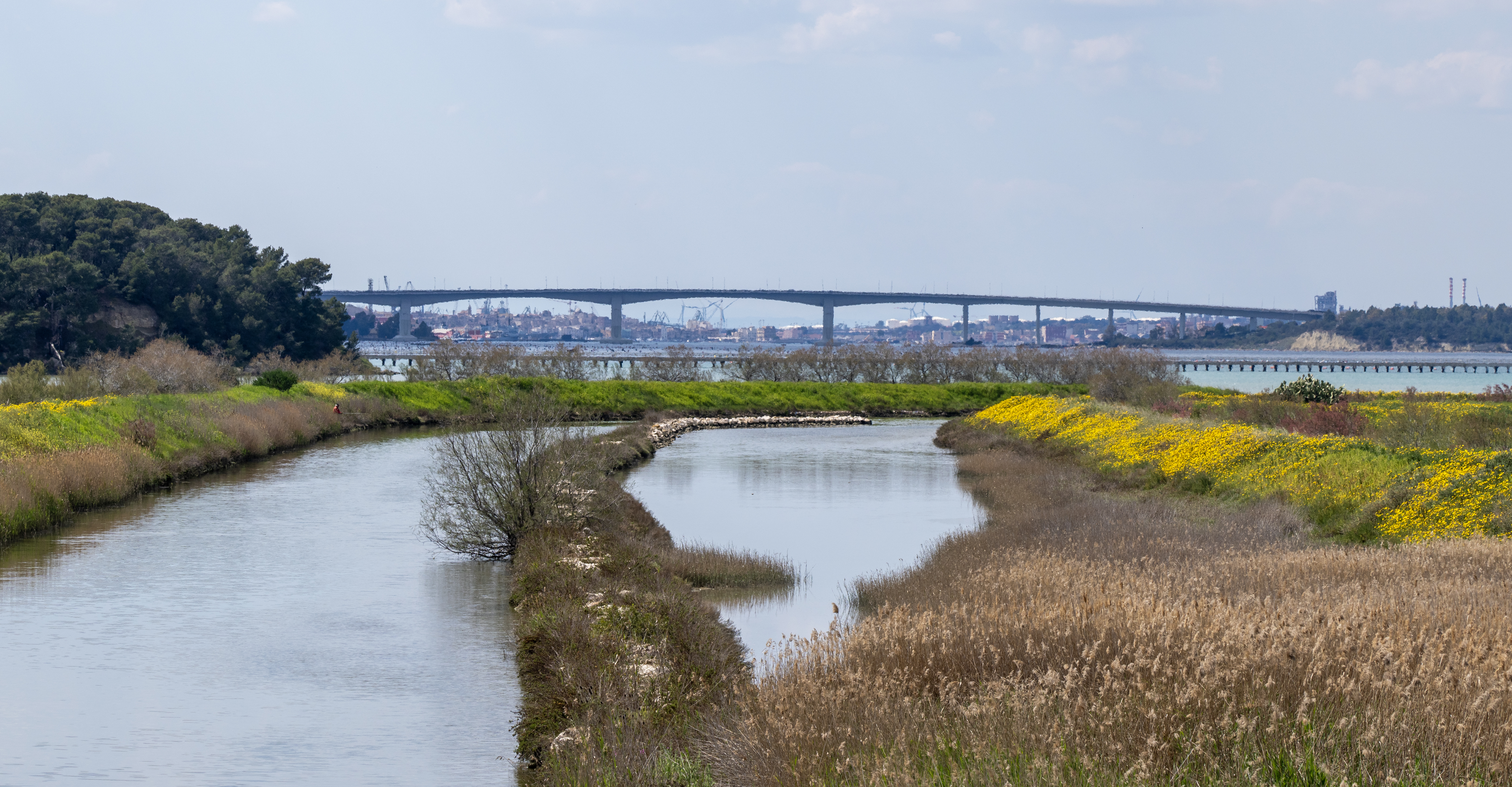
Ponte Punta Penna Pizzone

Die Ponte Punta Penna Pizzone von Tarent ist eine Brücke, die Punta Penna mit Punta Pizzone an der Stelle verbindet, wo eine natürliche Verengung die zwei Meerbusen des Mar Piccolo bildet. Sie wurde 1977 eingeweiht, ist 1909 Meter lang und erreicht eine Höhe von 45 Metern über dem Meeresspiegel. Sie ist somit eine der längsten Brücken Europas. Sie wurde in Spannbeton nach dem Entwurf des Ing. Giorgio Belloni verwirklicht und kostete damals fast 26 Milliarden Lire für die eigentliche Brücke und 15 Milliarden Lire für die Ausführung der Zufahrten.
Ende der 1960er Jahre wurde der Bau dieser Brücke notwendig, um den steigenden Verkehr und die Ausdehnung der Stadt zu bewältigen. Sie stellt eine wichtige Umgehungsstraße dar, die die nördlichen und südlichen Stadtteile miteinander verbindet; vor allem während der Öffnungsprozeduren der Drehbrücke Ponte Girevole, um den Durchgang der großen Militärschiffe zu erlauben; denn dann wird Tarent sozusagen zweigeteilt.
Die Brücke wurde 1978 dem ermordeten Staatsmann Aldo Moro gewidmet.